# Julián Sabas
Julián Sabas, el Ermitaño, Julián "El Viejo" o simplemente Julián Sabas (s. IV), fue un ermitaño anatolio, que vivió en el desierto, huyendo del bullicio de su natal Anatolia, para vivir en la región de la antigua Mesopotamia, lejos de los herejes arrianos. Es venerado como santo el 17 de enero.

## Hagiografía
Se sabe que vivió como asceta, o ermitaño, en las orillas del Río Éufrates, huyendo de los herejes alejandrinos seguidores de Arrio, que estaban también dirigidos por el emperador Juliano, el primer hereje que dominaba el Imperio Romano, desde que Constantino decretó al Cristianismo, como religión imperial.
Confundidos los arrianos, que andaban persiguiendo a hombres como Julián, que era prófugo del Imperio, se estableció en Mesopotamia, lejos de su natal Anatolia.
Luego, fundó un monasterio en la región mesopotámica de Edesa, al Suroeste de Anatolia, donde probablemente murió más adelante. Su fervor desató una larga línea de anacoretas sirios, que llegaría hasta los altares. De hecho, se afirma que Julián fue el precursor del ermetismo sirio. Se dice, además, pero esto no está probado aún, que comía únicamente el día Domingo.
Julián falleció en el 377.

## Apodo
Su apodo "Sabas", viene del árabe Sheik, que significa "El Viejo". Se le llamaba así, no por su edad, sino por su sabiduría. Por eso es incorrecto llamarlo, Sabas "El Viejo", ya que esto resulta redundante.